# Jorge Mariné
Jorge Mariné Tares (* 24. September 1941 in Vinyols i els Arcs; † 22. Februar 2025 in Cambrils) war ein spanischer Radrennfahrer und Sportlicher Leiter.

## Sportliche Laufbahn
Mariné war im Straßenradsport aktiv und Teilnehmer der Olympischen Sommerspiele 1964 in Tokio. Im olympischen Straßenrennen kam er auf den 34. Rang. Als Amateur wurde er in der Vuelta a Asturias 1961 Dritter. 1962 und 1964 gewann er die Trofeo Borras. 1964 siegte er im Eintagesrennen Grand Premio Cuprosan. Bei den Straßenradsport-Weltmeisterschaften 1962 kam er auf den 61. Platz im Amateurrennen, 1964 wurde er 44., 1965 62. In der Tour de l’Avenir 1965 belegte er den 7. Gesamtrang. Insgesamt gelangen ihm als Amateur 45 Siege.
1966 wurde er Berufsfahrer und blieb bis 1970 als Radprofi aktiv. 1967 gelang ihm ein Etappensieg im Grand Prix Midi-Libre. In der Katalonien-Rundfahrt sowie in der Katalonischen Woche 1967 gewann er die Sprintwertung. In der Katalonien-Rundfahrt 1968 wurde er erneut Bester in dieser Sonderwertung. 1969 gewann er die Sprintwertung und die Bergwertung in der Katalonischen Woche. 1969 wurde er Zweiter im Etappenrennen Ruta del Sol hinter Antonio Gómez del Moral. Weitere zweite Plätze holte er 1967 im Gran Premio Leganes und 1969 im Rennen Clàssica Comunitat Valenciana 1969. Dritter wurde er 1966 im Gran Premio Leganes sowie 1967 im Rennen Klasika Primavera de Amorebieta und im Gran Premio de Llodio.
Mariné bestritt alle Grand Tours. Die Vuelta a España fuhr er dreimal. 1966 wurde er 27., 1969 19. und 1970 56. In der die Tour de France 1967 belegte er den 56. Platz. Den Giro d’Italia 1970 beendete er nicht.

## Berufliches
1971 wurde er Sportlicher Leiter im Radsportteam Werner. In Cambrils gründete er ein Unternehmen im Bereich Radsporttouristik. Er war zeitweise auch in der Kommunalpolitik tätig. Einige Jahre war er Mitglied des Vorstandes des Spanischen Radsportverbandes und Sportdirektor des Verbandes der spanischen Radprofis. Von 2000 bis 2004 war er Vorsitzender des katalanischen Radsportverbandes.

## Tod
Mariné Tarés starb am 22. Februar 2025 im Alter von 83 Jahren.